# Pessimismo defensivo
Pessimismo defensivo é uma estratégia cognitiva onde baixas expectativas são usadas por indivíduos para lidarem com a ansiedade, impedindo que ela se torne debilitante. O conceito foi criada pelas psicólogas Nancy Cantor e Julie K. Norem em um experimento de 1986.